# 濫子
濫子，原寫為濫仔，是臺灣新竹縣橫山鄉的一個傳統地域名稱，位於該鄉南部。相較於今日行政區，其範圍大致為南昌村不含最東端一小部分。

## 歷史
台灣清治末期至日治初期，濫子地區為一街庄，稱為「濫仔庄」，隸屬於竹北一堡。該庄西北與田藔坑庄為鄰，東北與大山背庄為鄰，東南邊為蕃地，西南邊隔上坪溪與上坪庄為界。
1901年（日治明治三十四年）11月，全台廢縣廳改設二十廳，該庄隸屬於新竹廳。1909年（明治四十二年）10月，合併二十廳為十二廳，該庄隸屬不變。1920年（大正九年），廢十二廳改設五州二廳，該庄改制並雅化為「濫子」大字，隸屬於新竹州竹東郡橫山庄，大字下有「尖筆窩」、「薯園」小字名。
戰後橫山庄改制為橫山鄉，隸屬於新竹縣，大字亦改制為村。1950年桃、竹、苗分治，橫山鄉隸屬不變。

## 交通
鄉道竹35線（頭份林豐鄉道）是橫山市區（九讚頭）至瑞豐的道路，大致以東北—西南走向蜿蜒經過濫子地區中部，向東北經大山背、油羅可前往橫山市區並止於省道台3線路口，向西南經跨越上坪溪的瑞昌大橋可前往上坪的瑞峰並止於縣道122號路口。
鄉道竹35-1線（橫豐產業道路）是頭分林至騎龍的道路，其南側端點位於本地區東北部近邊界處的鄉道竹35線路口，由此向西北不遠處即離境進入大山背地區，續行後轉東北再轉西北蜿蜒而行可前往頭分林並止於鄉道竹34線路口。